# Сіньяльське сільське поселення
Сінья́льське сільське поселення (рос. Синьяльское сельское поселение) — муніципальне утворення у складі Чебоксарського району Чувашії, Росія. Адміністративний центр — село Сіньяли.
Станом на 2002 рік існували Сіньяльська сільська рада (села Альгешево, Сіньяли, присілки Арманкаси, Ільбеші, Мале Шахчуріно, Мошкаси, Устакаси, Чиршкаси, Шанари, Ягудари) та Чемуршинська сільська рада (село Чемурша, присілки Аркаси, Піхтуліно, Тіпсірми, Юраково, Янашкаси, Яндово).

## Населення
Населення — 5022 особи (2019, 4948 у 2010, 4527 у 2002).

## Склад
До складу поселення входять такі населені пункти:
| Населений пункт          | Населення, осіб (2002) | Населення, осіб (2010) |
| ------------------------ | ---------------------- | ---------------------- |
| Альгешево, село          | 368                    | 480                    |
| Аркаси, присілок         | 96                     | 125                    |
| Арманкаси, присілок      | 77                     | 78                     |
| Ільбеші, присілок        | 289                    | 268                    |
| Мале Шахчуріно, присілок | 97                     | 107                    |
| Мошкаси, присілок        | 162                    | 172                    |
| Піхтуліно, присілок      | 274                    | 332                    |
| Сіньяли, село            | 1440                   | 1581                   |
| Тіпсірми, присілок       | 227                    | 217                    |
| Устакаси, присілок       | 55                     | 70                     |
| Чемурша, село            | 318                    | 442                    |
| Чиршкаси, присілок       | 99                     | 99                     |
| Шанари, присілок         | 119                    | 131                    |
| Юраково, присілок        | 225                    | 201                    |
| Ягудари, присілок        | 98                     | 111                    |
| Янашкаси, присілок       | 395                    | 366                    |
| Яндово, присілок         | 188                    | 168                    |